# Clădirea fostelor cămine ale muncitorilor fabricii nr. 1 (Tiraspol)
Clădirea fostelor cămine ale muncitorilor fabricii nr. 1 este o clădire amplasată pe str. Lenin, 40, 42 în Tiraspol, Republica Moldova. Este un monument arhitectural de importanță națională inclus în Registrul monumentelor Republicii Moldova ocrotite de stat cu nr. 35 (municipiul Tiraspol).